# IPSC
International Practical Shooting Confederation (IPSC) е стрелкови спорт, базиран на принципите на приложната стрелба.
IPSC е също така и името на международната организация регулираща едноименния спорт. Основана е през месец май 1976 г. в Мисури, САЩ. 
Много страни имат собствени организации включени под общата шапка на IPSC. Състезанията в този спорт се провеждат с бойни пистолети калибър 9мм, както и с малокалибрени карабини с патрони 9мм (PCC - pistol caliber carabine). Пистолетите често са специално модифицирани за състезателните цели. 
Често се случва объркване с името, което на български е прието да се превежда не като „практическа“ (което означава друго), а като „приложна“ стрелба.
С учредяването на Българска Федерация по Динамична Стрелба се постига съгласие от всички практикуващи да се използва „динамична“ за да се избегнат съпоставки с предишни тълкувания на спорта. 
Определени са приетите от IPSC дивизии: Прозводствена, Стандартна, Модифицирана и Свободна (Production, Standard, Modified, Open).

В България съществуват следните официалнни клубове:
1. КДС Алфа – София
2. СК Аргус – Варна
3. СК Вектор – Варна
4. КДС Булет – София
5. НКПС Динамик – София
6. СК Динамик Армс 2018 – София
7. КДПС Етър ИПСЦ – Велико Търново
8. СК Рейс Гън БГ – София
9. СК Тракия Мастърс – Стара Загора
10. СК 9 Милиметра – Плевен
11. СК Ронин – Стара Загора
12. СК Си ЕН Сис Рейсинг – София
13. СК Спартак – Пазарджик
14. СКС Дръзки – Разград
15. СК Семпер Прими – Бургас
16. СК Арес – Пловдив
17. СК Левски Любители – София
18. СК Десет – Силистра
19. КДС Шотгън Мастерс – Разлог
20. СК Титан
21. СК Седемте Хълма – Пловдив
22. СК 360 Градуса – Войводино
България е определена за най-бързо развиващия се регион в света за 2005 и 2008 г.
Общият брой на членовете към 2008 година е над 150 състезатели от общо над 250 клубни члена.
Най-старият и най-голям клуб е НКДС „ДИНАМИК“.
Тренировките се провеждат ежеседмично. За повече информация относно дейността на клуба www.ipscbg.org